# Markus Neumayr
Markus Neumayr (* 26. März 1986 in Hösbach) ist ein ehemaliger deutsch-schweizerischer Fußballspieler, der aktuell als Nachwuchstrainer beim FC Basel 1893 arbeitet.

## Karriere
Als Jugendlicher spielte Neumayr zunächst für Viktoria Aschaffenburg und die SpVgg Hösbach Bahnhof, bevor er zur Jugend von Eintracht Frankfurt wechselte. DFB-Trainer Bernd Stöver berief Neumayr in den Kader der U-17-Nationalmannschaft. 2003 wurde er zur Jugend von Manchester United transferiert, wo er ein Jahr später in die Reserve und 2005 ins Profiteam aufrückte. Dort avancierte er zwar zum Kapitän der Reservemannschaft, wurde jedoch nicht bei Spielen der ersten Mannschaft eingesetzt. An der Seite von unter anderem Gerard Piqué, Giuseppe Rossi, Danny Simpson und Jonny Evans gewann er 2005 das internationale Jugendturnier Blue Stars/FIFA Youth Cup, im Endspiel wurde im Letzigrund der Nachwuchs des schwedischen Klubs AIK Solna mit einem 2:0-Erfolg besiegt.
Zur Saison 2006/07 kehrte Neumayr nach Deutschland zurück. Für den MSV Duisburg absolvierte er sein erstes Profispiel, wobei er im rechten offensiven Mittelfeld zum Einsatz kam. Insgesamt kam er in der Saison auf fünf Einsätze. Nach dem Aufstieg der Duisburger absolvierte er in der kommenden Saison am 1. September 2007 nach einer Einwechslung kurz vor Spielschluss seine ersten Minuten in der Fußball-Bundesliga. Danach dauerte es allerdings bis zum Saisonende, bis er zu zwei weiteren Kurzeinsätzen kam. Am Ende der Saison 2007/08 stieg Duisburg in die 2. Fußball-Bundesliga ab.
Zur Saison 2008/09 wechselte er zum belgischen Erstligisten SV Zulte Waregem, bei dem er aber nur bis zur Winterpause blieb. Er wechselte anschließend zu Rot-Weiss Essen in die Regionalliga-West. Am 15. April 2010 wurde bekannt, dass Neumayr zur Spielzeit 2010/11 einen Ein-Jahres-Vertrag bei Wacker Burghausen unterschrieben hatte. Doch bereits in der Winterpause 2010/11 schloss er sich dem Schweizer Erstligisten FC Thun an, wo er regelmäßig zum Einsatz kam, sich aber nicht festspielte. Ab Sommer 2011 spielte er zwei Jahre für den Schweizer Zweitligisten AC Bellinzona. 2013 wechselte er nach Liechtenstein zum FC Vaduz, mit dem er an der ersten Qualifikationsrunde zur UEFA Europa League teilnahm.
Im Januar 2016 wechselte er zum FC Luzern, wo er einen Vertrag bis Ende Juni 2017 unterschrieb. Beim FC Luzern erhielt er das Trikot mit der Nummer 77. Seine ersten Tore für Luzern schoss Neumayr beim 5:1-Heimsieg am 2. April 2016 ausgerechnet gegen seinen vorherigen Verein FC Vaduz, beide per Elfmeter.
Am 21. Dezember 2016 verlängerte Neumayr seinen Vertrag vorzeitig bis Ende Juni 2019. 2017 erhielt der mit einer Schweizerin verheiratete Neumayr den Schweizer Pass.
Am 22. Juni 2017 wurde bekannt, dass Neumayr trotz laufenden Vertrags beim FC Luzern zu Kasımpaşa Istanbul wechselt. Im April 2018 gab Kasimpasa bekannt, dass der Vertrag von Markus Neumayr aufgelöst wurde. Ende Juli 2018 wurde mitgeteilt, dass Neumayr in den Iran wechselt und ab der kommenden Saison für Esteghlal Teheran spielt.
Nach einem halben Jahr im Iran beendete Neumayr sein dortiges Engagement und kehrte in die Schweiz zurück und unterschrieb einen Vertrag beim FC Aarau. Nach zwei Jahren wurde sein Vertrag Mitte Juli 2020 durch den Verein vorzeitig aufgelöst. Nachzdem Neumayr zunächst ohne Vertrag war, fand er Ende November 2020 ein neues Arrangement beim FC Linth 04, einen Verein in der 1. Liga, der vierthöchsten Schweizer Liga. Er unterschrieb dort einen Vertrag mit einer Laufzeit bis Sommer 2024.

## Titel und Erfolge
Manchester United
- Blue Stars/FIFA Youth Cup: 2005

FC Vaduz
- Liechtensteiner Cupsieger: 2014, 2015